# أربيان قرني
أربيان قرني (الاسم العلمي: Anthemis cornucopiae) هو نوع نباتي يتبع جنس الأربيان من الفصيلة النجمية.

## الموئل والانتشار
في بلاد الشام.